# Wilhelm Kohlrausch

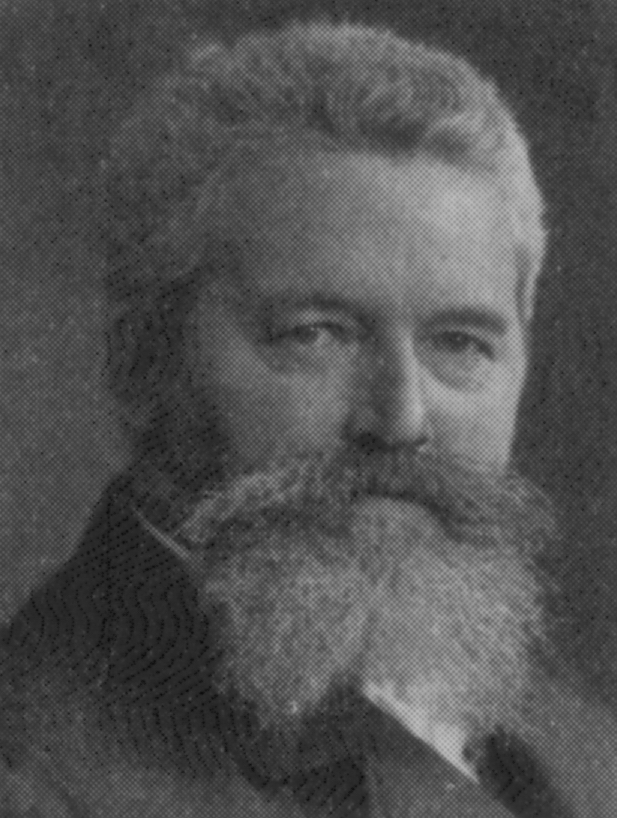
Wilhelm Kohlrausch

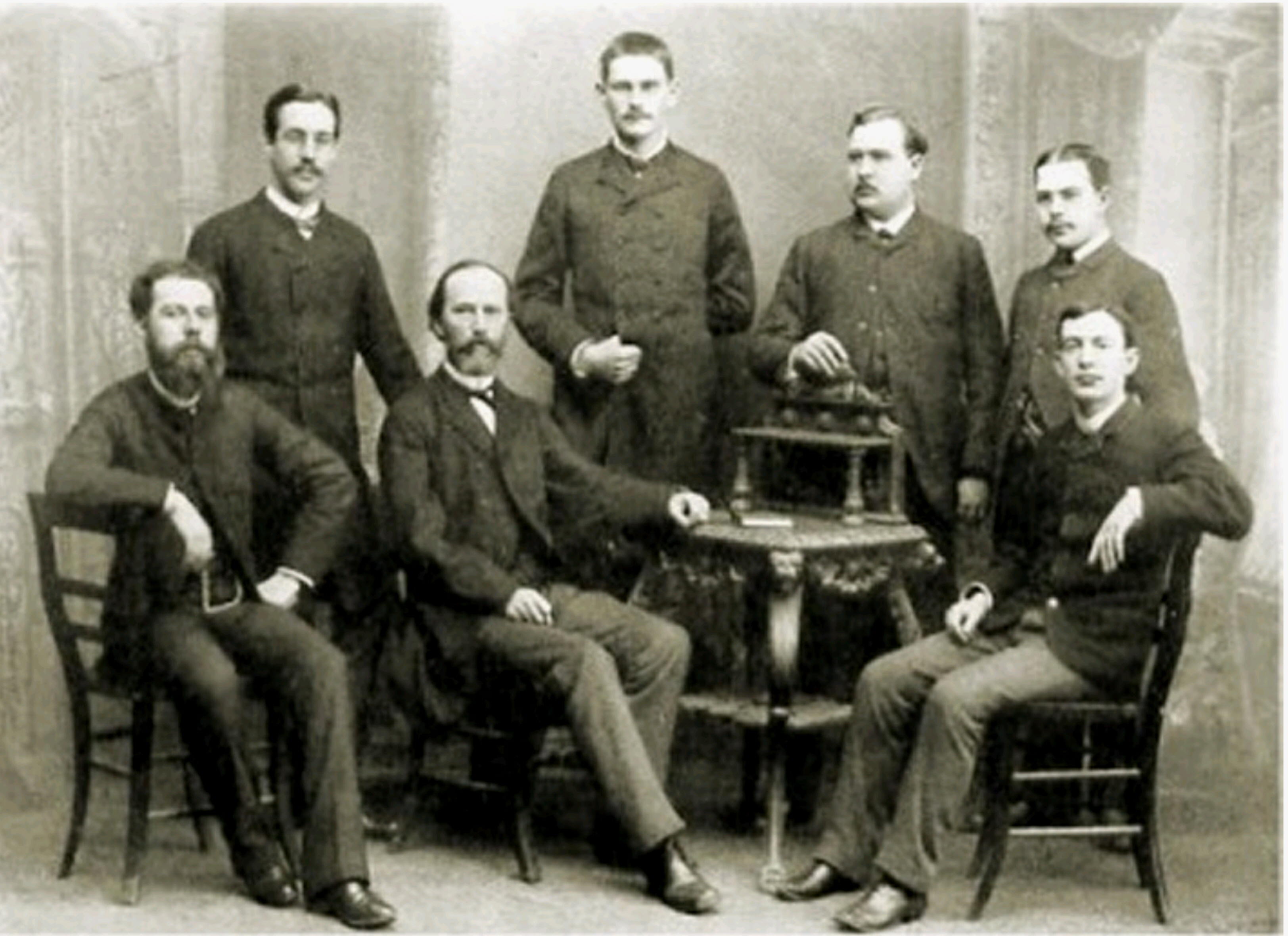
Möglicherweise Wilhelm (links) neben seinem Bruder Friedrich (Mitte) sitzend. Bild datiert Anfang 1887 aus Würzburg.

Wilhelm Friedrich Kohlrausch (* 14. Mai 1855 in Marburg; † 16. April 1936 in Hannover) war ein deutscher Physiker und als Hochschullehrer für Elektrotechnik von 1892 bis 1895 Rektor der Technischen Hochschule Hannover.

## Leben
Wilhelm Kohlrauschs Vater Rudolf Kohlrausch (1809–1858) war Physiker und ab 1857 Professor für Physik an der Universität Erlangen. Sein Bruder, Friedrich Kohlrausch (1840–1910) wurde Hochschullehrer in Zürich, Darmstadt, Würzburg und Straßburg. Sein Sohn Arnt Kohlrausch (1884–1969) war Professor für Physiologie an den Universitäten Berlin, Greifswald und Tübingen.
Wilhelm Kohlrausch studierte Physik in Würzburg und war ein Schüler August Kundts. Er promovierte 1879 in Würzburg über „Ueber die experimentelle Bestimmung von Lichtgeschwindigkeiten in Krystallen“ und blieb bis 1883 am dortigen Physikalischen Institut.
Nach kurzer Tätigkeit 1882 als Assistent am physikalischen Institut der Universität Straßburg erwarb er eine außerordentliche Professur in theoretischer Physik. 1884 wurde er an die TH Hannover berufen, wo er ab 1. Oktober 1884 die Professur für Elektrotechnik innehatte. Vom 1. Juli 1892 bis 30. Juni 1895 war er Rektor der Hochschule und von 1899 bis 1928 Mitglied des Kuratoriums der Physikalisch-Technischen Reichsanstalt (PTR). Ferner war er Eichungsinspektor und im technischen Beirat der Straßenbahn Hannover AG.
Zum Wintersemester 1923 wurde er emeritiert, vertrat sein Lehrgebiet aber noch bis 1927. Seine Nachfolger wurden Karl Humburg und Harald Schering. Kohlrausch verstarb am 16. April 1936 in Hannover.
1887 wurde er in die Deutsche Akademie der Naturforscher Leopoldina aufgenommen. Er hielt den Titel des Geheimen Regierungsraths sowie eine Ehrendoktorwürde Dr.-Ing. h. c.

## Schriften
- Beobachtungen zur Theorie der Dynamomaschinen, 1887
- Über einen Zusammenhang zwischen Magnetisierbarkeit und elektrischem Leitungsvermögen bei den verschiedenen Eisensorten und Nickel, 1887
- Publikationen mit seinem Bruder F. Kohlrausch siehe bis 1886, Ann. der Physik 27, 1 (1886)